# Iemtsa
La rivière Iemtsa (en russe : Емца) est un cours d'eau de Russie et un affluent de la Dvina septentrionale. Elle mesure 188 kilomètres de long, et la superficie de son bassin est de 14 100 kilomètres2. Ses principaux affluents sont la Mechrenga (de) (à droite), la Tyogra (à gauche), la Vaymuga (à gauche) et la Bolshaya Chacha (à droite).
Le bassin hydrographique de l'Iemtsa occupe l'est du district de Plesetsky, le sud du district de Kholmogorsky, et certaines zones situées dans le nord des districts de Nyandomsky et Shenkursky. En outre, le territoire subordonné à la ville de Mirny se trouve entièrement dans les limites du bassin de l'Iemtsa. Dans le cours aval, elle longe la région de Siysky Zakaznik (en), une zone naturelle protégée fédérale.
La source de l'Iemtsa se trouve dans le district de Plessetsk, à quelques kilomètres à l'est de la rivière Onega (qui n'appartient pas au bassin de la Dvina septentrionale). L'Iemtsa s'écoule ensuite vers le nord-est. 
La ville de Savinsky (en) est située sur la rive droite de la rivière. Les 10 derniers kilomètres du cours de la rivière (en aval du selo de Yemetsk) sont navigables.